# دمیتری گراسیمنکو
دمیتری گراسیمنکو (سیریلیک صربی: Дмитриј Герасименко؛ زادهٔ ۱ اکتبر ۱۹۸۷) جودوکار و سامبوکار روس‌تبار اهل صربستان است.
وی در مسابقات کشوری و بین‌المللی در مجموع برندهٔ ۱ مدال طلا، ۱ مدال نقره، ۴ مدال برنز شده‌است.